# Apple Kaarten
Apple Kaarten (Apple Maps in het Engels) is een online kaartendienst van het Amerikaanse bedrijf Apple. Het is de standaardkaartendienst van de besturingssystemen iOS, macOS en watchOS en beschikt onder andere over stapsgewijze navigatie, navigatie met het openbaar vervoer en verkeersinformatie. Ook zijn op een aantal locaties — vooral grote steden — zogenaamde "Flyovers" beschikbaar, waarbij die locatie vanuit verschillende perspectieven fotorealistisch wordt getoond.
De kaartendienst werd op 19 september 2012 uitgebracht voor iOS en verving Google Maps als standaardkaartendienst in het besturingssysteem. Bij de lancering stuitte Kaarten op veel kritiek wegens onder meer inaccurate en onjuiste informatie. Ook stelden critici dat een aantal functies die Google Maps wel had in Apple Kaarten ontbrak. Als gevolg van de kritiek bood Tim Cook, de bestuursvoorzitter van Apple, zijn excuses aan en vertrokken twee hoge medewerkers het bedrijf. Sinds de introductie is Kaarten verschenen in twee andere besturingssystemen en de applicatie is meermaals vernieuwd, waarbij nieuwe functies werden toegevoegd.

## Geschiedenis

### Eerste versie
Tijdens de Worldwide Developers Conference (WWDC) van 2012 werd Apple Kaarten op 11 juni aangekondigd. Tijdens de conferentie maakte Apple bekend dat de applicatie in de nieuwe versie van Apples mobiele besturingssysteem, iOS 6, Google Maps zou vervangen als standaardkaartendienst. Ook gaf Apple prijs dat de kaartendienst zou beschikken over stapsgewijze navigatie, 3D-kaarten, zogenaamde Flyovers en integratie van de virtuele assistent Siri. Door de integratie van Siri zou het bijvoorbeeld mogelijk zijn om de weg naar het dichtstbijzijnde benzinestation te vragen. Daarnaast kondigde Apple aan dat Kaarten zou kunnen navigeren in het vergrendelscherm van de mobiele telefoon. De kaartendienst werd uiteindelijk gelanceerd op 19 september 2012. De lancering ging gepaard met veel kritiek met als gevolg dat Tim Cook, bestuursvoorzitter van Apple, eind september zijn excuses aanbood en dat twee hoge medewerkers van Apple het bedrijf verlieten. (Zie ook #Kritiek bij de lancering)
Voordat Kaarten de standaardkaartenapplicatie in iOS was, was Google Maps dit sinds de eerste generatie iPhone uit 2007. Eind 2009 was er frictie ontstaan tussen Google en Apple over de kaartenapplicatie van Google, omdat de Androidversie van Google Maps stapsgewijze navigatie bood en de versie in iOS niet. Daarnaast vond Apple dat Google te veel gegevens van gebruikers verzamelde. Toen iOS 6 werd uitgegeven, bracht Google niet meteen een eigen kaartenapplicatie uit, waardoor Google Maps op producten met iOS 6 alleen via het internet kon worden bekeken. Wel had Google in juli 2012 een tegenhanger van Flyover aan de applicatie Google Earth toegevoegd. Drie maanden na de lancering van Apple Maps — in december 2012 — plaatste Google uiteindelijk alsnog zijn kaartendienst Google Maps in de App Store. De kaartendienst beschikte ditmaal wel over stapsgewijze navigatie. Kort nadat Google Maps werd uitgebracht was het de populairste gratis applicatie van de App Store.
De eerste speculatie over een kaartendienst van Apple was ontstaan in 2009, nadat Computerworld erachter was gekomen dat Apple het kaartenbedrijf Placebase had overgenomen in juli van dat jaar. De bestuursvoorzitter van Placebase werkte sindsdien bij het "Geo Team" van Apple. In de daaropvolgende twee jaar nam Apple nog tweemaal een kaartenbedrijf over: Poly9 in 2010 en C3 Technologies in 2011. Beide bedrijven waren gespecialiseerd in 3D-kaarten. Het beeldmateriaal van C3 Technologies werd gebruikt voor de uiteindelijke Flyoverfunctie van Kaarten. Eerder in 2011 had Apple op zijn website verklaard dat het locatiegegevens verzamelde om een verbeterde verkeersdienst voor iPhone-gebruikers te maken, wat ook op de komst van een kaartendienst wees. In september 2012, toen Kaarten werd uitgebracht, verklaarde een persoon met connecties met Google en Kaarten tegenover de technologiewebsite TechCrunch dat Apple probeerde voormalige medewerkers van Google Maps te werven.

### 2012–2014
In het eerste jaar werden een aantal verbeteringen aan Kaarten doorgevoerd. Fouten in de kaarten en Flyovers werden bijvoorbeeld opgelost. Andere verbeteringen omvatten de toevoeging van nieuw satellietbeeldmateriaal en het beschikbaar maken van de navigatiemogelijkhijd in meer steden. Om Kaarten te verbeteren naam Apple in 2013 ook de bedrijven HopStop, Embark, WifiSLAM en Locationary over en kocht Apple het team en de technologie van BroadMap. HopStop en Embark waren beide gespecialiseerd in het in kaart brengen van het openbaar vervoer, WifiSLAM was gespecialiseerd in interieurkaarten, Locationary zorgde voor accurate bedrijfsinformatie in kaartendiensten en BroadMap hield zich bezig met het beheren, sorteren en analyseren van kaartinformatie.
Tijdens de WWDC in juni 2013 werd een nieuwe versie van Kaarten aangekondigd voor iOS 7. Deze nieuwe versie beschikte over een nieuw uiterlijk, waarbij ook het icoon om Kaarten mee te openen werd vernieuwd. Daarnaast werd er een aantal functies toegevoegd, namelijk een schermvullende weergave, een nachtmodus, actuele verkeersinformatie, een navigatieoptie voor voetgangers en een optie die plaatsen die door de gebruiker vaak worden bezocht bijhoudt. Het doel van die laatste optie, die door de gebruiker kan worden in- en uitgeschakeld, was om het kaartmateriaal van Kaarten te verbeteren. Daarnaast werd het satellietmateriaal nogmaals verbeterd. iOS 7 werd vrijgegeven op 18 september 2013. De destijds nieuwe iPhone 5s kreeg daarnaast een nieuwe bewegingscoprocessor, de M7, die kan herkennen of een gebruiker van Kaarten loopt of rijdt om daarmee de navigatiemodus te kunnen aanpassen.
Bovendien werd er tijdens diezelfde conferentie bekendgemaakt dat er een desktopversie van de applicatie zou komen voor OS X Mavericks, dat op dezelfde dag werd aangekondigd. OS X Mavericks en daarmee de desktopversie van Kaarten werd uitgebracht op 22 oktober 2013. De desktopversie was soortgelijk aan de versie in iOS 7, maar had als verschil dat deze geïntegreerd was in de applicaties Contacten en Kalender. Ook konden locaties en routes worden verzonden naar andere apparaten met iOS. In juni van het daaropvolgende jaar nam Apple het bedrijf Spotsetter over, waardoor een deel van de werknemers van het bedrijf bij Apple kwam te werken. Spotsetter was een sociale zoekmachine die met behulp van big data gepersonaliseerde aanbevelingen gaf voor plaatsen om te bezoeken.
De opvolger van iOS 7, iOS 8, werd uitgebracht op 17 september 2014 en de opvolger van OS X Mavericks, OS X Yosemite, op 16 oktober. De vernieuwing van de besturingssystemen bracht geen grote veranderingen aan Kaarten met zich mee. Wel werd in beide besturingssystemen de optie "City Tours" geïntroduceerd, waarbij gebruikers worden rondgeleid door locaties met Flyovers. Ook werden resultaten van Kaarten in OS X Yosemite getoond in Spotlight. Later dat jaar berichtte de nieuwswebsite 9to5Mac dat de afgelopen maanden meerdere werknemers van Apple Maps het bedrijf hadden verlaten om voor het bedrijf Uber te werken, waaronder een hoge werknemer. In het volgende jaar werd Apple Maps aan een nieuw besturingssysteem toegevoegd, toen de Apple Watch op 24 april 2015 werd uitgebracht. Op de versie van de applicatie voor de Apple Watch is onder andere de stapsgewijze navigatie beschikbaar. Om aanwijzingen te geven tikt de smartwatch op de pols van de gebruiker.

### 2015–heden
Craig Federighi, de senior vicedirecteur van Software Engineering, kondigde tijdens de WWDC op 8 juni 2015 aan dat de nieuwe versie van Kaarten op iOS 9 informatie over het openbaar vervoer in een aantal wereldsteden zou bevatten. Federighi noemde een aantal van de steden. De optie werd ook beschikbaar in OS X El Capitan en watchOS 2. Ook kreeg Kaarten in iOS 9 in een paar landen de nieuwe functie "Dichtbij", die points of interest in de buurt per categorie toont, en de applicatie kiest sinds de nieuwe versie een omweg als er een file staat. De drie vernieuwde versies van de besturingssystemen met de nieuwe opties in Kaarten werden in september 2015 uitgebracht. Naast het uitbrengen van een nieuwe versie nam Apple in 2015 weer bedrijven over om de kaartendienst mogelijk mee te verbeteren. Het nam Coherent Navigation in de lente over, dat met behulp van High Integrity GPS nauwkeurige locatiedata levert, alsook Mapsense later dat jaar. Die laatstgenoemde had een programma om grote hoeveelheden locatiedata te organiseren.
In 2016 opende Kaarten een nieuw ontwikkelingskantoor en werd de applicatie geüpdatet voor watchOS en iOS. In maart 2016 werd de kaartendienst verbeterd voor de Apple Watch toen watchOS 2.2 uitkwam. Kaarten was vernieuwd voor het platform en kreeg een aantal nieuwe functies, waaronder "Dichtbij", dat eerst alleen beschikbaar was voor iOS. Vier maanden later opende Apple in samenwerking met het bedrijf RMSI een nieuw ontwikkelingskantoor in het complex WaveRock in de Indiase stad Haiderabad. Het kantoor werd geopend door Apples directeur Tim Cook. The ontwikkelingskantoor focust op de ontwikkeling van Apple Maps en er werken 4.000 mensen. Volgens nieuwswebsite ZDNet kostte het kantoor, dat een vloeroppervlakte van 23.000 m² heeft, US$ 25 miljoen. In september werd iOS 10 uitgegeven. De update van het mobiele besturingssysteem ging gepaard met een nieuw uiterlijk voor Apple Maps. Daarnaast werd de applicatie vrijgegeven voor ontwikkelaars en was er een aantal nieuwe functies: de nieuwe versie geeft suggesties voor plaatsen om heen te gaan op basis van eerder gebruik van de applicatie, gebruikers kunnen zoeksuggesties filteren en de stapsgewijze navigatie werd verbeterd. De navigatiefunctie zoomt automatisch in en uit, toont verkeer en laat de gebruiker zoeken naar interessante plaatsen en bedrijven langs de route. Deze functies zijn ook beschikbaar voor CarPlay.

### Voertuigen

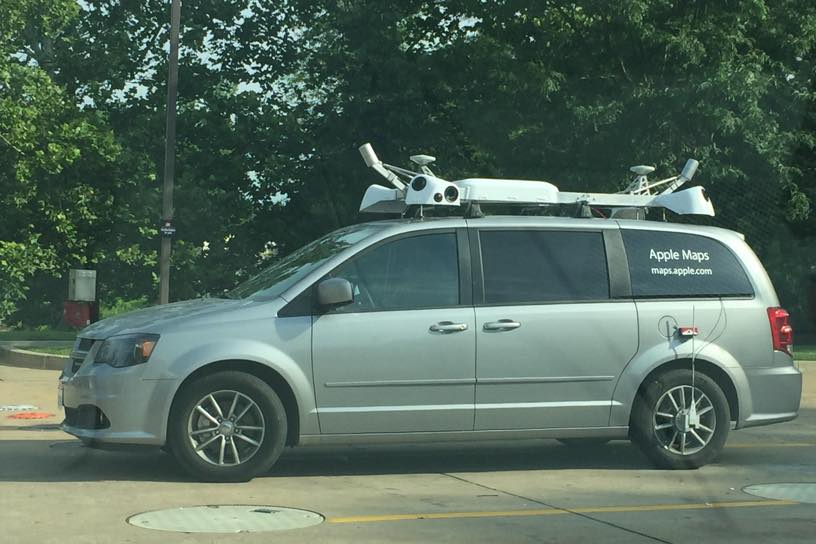
Een voertuig van Apple Maps in de Amerikaanse plaats St. Charles in de staat Missouri in juni 2015

Begin 2015 werden in verschillende steden verspreid over de Verenigde Staten auto's met fotoapparatuur gesignaleerd. De voertuigen, die beschikten over twaalf camera's en een LIDAR-sensor, bleken van Apple te zijn. Er ontstond speculatie dat Apple zou werken aan een tegenhanger van Google Street View. Er was eerder al over een concurrent van Street View gespeculeerd, nadat in april 2013 een patent van Apple werd gepubliceerd, waarin een concept soortgelijk aan de mobilemappingdienst van Google werd beschreven. Het patent dat toen werd gepubliceerd was in 2011 ingediend. Op zijn website verklaarde Apple in juni 2015 dat de voertuigen van Apple Maps gegevens verzamelden om de kaartendienst te verbeteren. Ook beweerde Apple de privacy te waarborgen door gezichten en kentekenplaten onherkenbaar te maken.

## Functies
Apple Kaarten maakt gebruik van een vectorkaart, waardoor de applicatie minder data verbruikt dan concurrent Google Maps. Er zijn vier kaartlagen in de applicatie beschikbaar: een reguliere kaart, een satellietweergave, een hybrideweergave met onderdelen van beide weergaven en een ov-weergave, waarbij het openbaar vervoer getoond wordt. De kaarten zijn voor het grootste deel afkomstig van TomTom, maar ook van onder andere Automotive Navigation Data, Hexagon AB, Intermap Technologies, OpenStreetMap en Waze. Het contract voor de samenwerking tussen TomTom en de kaartendienst werd in 2015 verlengd. TomTom is ook eigenaar van Tele Atlas, waarvan Google Maps, de grootste concurrent van Apple Maps, gebruikmaakt. De satellietbeelden komen van het bedrijf DigitalGlobe.
In Kaarten kunnen routes worden gepland en de kaartendienst heeft een stapsgewijze navigatiefunctie voor auto's, voetgangers en het openbaar vervoer met gesproken aanwijzingen. De navigatie is volgens Apple beschikbaar in 61 landen. Ook kan in de applicatie actuele verkeersinformatie worden bekeken en is de virtuele assistent Siri geïntegreerd in Kaarten. Op de kaart worden interessante plaatsen en bedrijven weergegeven. De informatie over deze bedrijven is afkomstig van ongeveer twintig bedrijven, waaronder Booking.com, Foursquare, TripAdvisor en Yelp. Data van Foursquare werd eind 2015 aan Apple Maps toegevoegd. Op de kaart kunnen spelden worden geplaatst om een plaats later terug te vinden. In satellietweergave zijn op bepaalde plekken Flyovers, driedimensionale satellietweergaven, beschikbaar.

### Flyover en 3D-kaarten
Met Flyover zijn bepaalde locaties — met name grote steden — vanuit vogelvluchtperspectief te zien. De 3D-weergaven zijn fotorealistisch en het perspectief kan veranderd worden. Flyover is sinds het begin van Kaarten beschikbaar. Een aantal steden met Flyovers beschikken daarbovenop over "City Tours". Met deze functie wordt de gebruiker in de Flyoverweergave rondgeleid langs bezienswaardigheden van die plaats. "City Tours" werd aan Kaarten toegevoegd in iOS 8 (uitgebracht op 17 september 2014) en OS X Yosemite (uitgebracht op 16 oktober 2014). Naast Flyover zijn er in ongeveer 50 steden ook 3D-kaarten beschikbaar, waarmee ook in de kaartmodus driedimensionale modellen van bouwwerken worden getoond. Deze niet fotorealistische modellen zijn onder andere te zien in de stapsgewijze navigatie.
De volgende locaties beschikken over een Flyover:
| Locaties met Flyovers                        | Locaties met Flyovers |
| Land                                         | Locaties |
| -------------------------------------------- | --- |
| Australië                                    | Adelaide, Canberra, Gold Coast, Melbourne, Newcastle, Perth, Sydney, Twelve Apostles |
| Oostenrijk                                   | Graz, Linz, Salzburg |
| Bahama's                                     | Nassau |
| België                                       | Antwerpen, Brugge, Brussel, Gent |
| Canada                                       | Calgary, Montréal, Niagara Falls, Surrey, Toronto, Vancouver |
| Denemarken                                   | Aarhus, Helsingør, Kopenhagen, Odense, Roskilde |
| Duitsland                                    | Augsburg, Berlijn, Bielefeld, Braunschweig, Bremen, Dresden, Düsseldorf, Hamburg, Hannover, Karlsruhe, Keulen, Kiel, Leipzig, Mannheim, München, Münster, Neurenberg, Slot Neuschwanstein, Stuttgart |
| Finland                                      | Helsinki |
| Frankrijk                                    | Aix-en-Provence, Ajaccio, Amiens, Angers, Annecy, Arcachon, Avignon, Bastia, Besançon, Béziers, Biarritz, Bonifacio, Bordeaux, Calvi, Cannes, Carcassonne, Chambord, Châteauneuf-du-Pape, Chenonceaux, Clermont-Ferrand, Collioure, Corte, Dijon, Gorges de l'Ardèche, Gorges du Verdon, La Rochelle, Le Mans, Lens, Limoges, Lyon, Marseille, Millau, Mont Saint-Michel, Montpellier, Nantes, Nice, Nîmes, Omaha Beach, Parijs, Perpignan, Pont du Gard, Porto-Vecchio, Propriano, Reims, Remoulins, Rennes, Rijsel, Saint-Étienne, Saint-Tropez, Straatsburg, Toulouse |
| Hongarije                                    | Boedapest |
| Ierland                                      | Cork, Dublin, Moherkliffen |
| Italië                                       | Ancona, Bari, Bobbio, Cittadella, Florence, Genua, Messina, Milaan, Napels, Padua, Paestum, Palermo, Parma, Pavia, Perugia, Reggio di Calabria, Rome, San Remo, Siracusa, Taormina, Treviso, Turijn, Venetië |
| Japan                                        | Aizuwakamatsu, Akita, Aomori, Fukuyama, Gifu, Hagi, Hakodate, Hamamatsu, Hikone, Himeji, Hiroshima, Izumo, Izushi, Kitakyushu, Kōya, Kumamoto, Kyoto, Kumamoto, Matsumoto, Nagasaki, Nagoya, Naha, Nara,Niigata, Odawara, Okayama, Osaka, Sakai, Sapporo, Sendai, Shizuoka, Takahashi, Takamatsu, Tōjinbō, Tokio, Toyama, Tsu, Yokkaichi |
| Mexico                                       | Acapulco, Cabo San Lucas, Chichén Itzá, Cuernavaca, Culiacán, Ensenada, Guadalajara, Guaymas, Hermosillo, La Paz, Loreto, Mazatlán, Mexicali, Oaxaca, Puebla, Puerto Vallarta, Teotihuacán, Tijuana, Tulum |
| Monaco                                       | Monaco |
| Nederland                                    | Eindhoven, Rotterdam, Utrecht. |
| Nieuw-Zeeland                                | Auckland, Christchurch, Dunedin, Nelson, Wellington |
| Oostenrijk                                   | Graz, Linz, Salzburg |
| Portugal                                     | Braga, Coimbra, Porto |
| Spanje                                       | A Coruña, Alicante, Almería, Badajoz, Barcelona, Cáceres, Cádiz, Córdoba, Gijón, Granada, Huelva, Infantes, Jerez de la Frontera, León, Lugo, Madrid, Málaga, Murcia, Pamplona, Salamanca, San Sebastian, Sevilla, Valladolid, Valencia, Vigo, Zaragoza |
| Taiwan                                       | Taichung |
| Tsjechië                                     | Brno, Praag |
| Verenigd Koninkrijk                          | Belfast, Birmingham, Blackpool, Britse Maagdeneilanden, Cardiff, Edinburgh, Gibraltar, Glasgow, Kingston upon Hull, Leeds, Liverpool, Londen, Manchester, Middlesbrough, Newcastle upon Tyne, Nottingham, Preston, Stoke-on-Trent, Stonehenge, Sunderland, Wolverhampton |
| Verenigde Staten                             | Zie onderaan de tabel |
| Zuid-Afrika                                  | Durban, Johannesburg, Kaapstad |
| Zweden                                       | Göteborg, Helsingborg, Linköping, Malmö, Stockholm, Visby |
| Zwitserland                                  | Bazel, Bern |
| Locaties in de Verenigde Staten met Flyovers | |
| Staat/territorium                            | Locaties |
| Alabama                                      | Mobile |
| Amerikaanse Maagdeneilanden                  | Volledig |
| Arizona                                      | Barringerkrater, Grand Canyon, Hoover Dam, Monument Valley, Phoenix, Powellmeer, Tucson |
| Arkansas                                     | Fayetteville |
| Californië                                   | Bakersfield, Catalina Island, Fresno, Joshua Tree National Park, Lassen Volcanic National Park, Lake Tahoe, Los Angeles, Modesto, Oakland, Pinnacles National Park, Porterville, Sacramento, San Diego, San Francisco, San Jose, Stockton, Visalia, Yosemite National Park |
| Colorado                                     | Denver, Royal Gorge |
| Florida                                      | Fort Lauderdale, Miami, Miami Beach, Pensacola, Tallahassee |
| Georgia                                      | Atlanta |
| Hawaï                                        | Big Island (uiterst westelijk deel), Kahului, Kapaa, Lahaina, Lihue, Oahu, Wailua |
| Idaho                                        | Boise |
| Illinois                                     | Chicago |
| Indiana                                      | Indianapolis, South Bend |
| Kansas                                       | Wichita |
| Kentucky                                     | Louisville |
| Louisiana                                    | Baton Rouge, New Orleans |
| Maine                                        | Portland |
| Maryland                                     | Baltimore |
| Massachusetts                                | Boston, Martha's Vineyard, Salem, Springfield |
| Michigan                                     | Detroit |
| Minnesota                                    | Minneapolis, Saint Paul |
| Missouri                                     | Springfield, Saint Louis |
| Nebraska                                     | Omaha |
| Nevada                                       | Hoover Dam, Las Vegas |
| New York                                     | Albany, Buffalo, New York, Newburgh, Niagara Falls, Poughkeepsie, Rochester, Schenectady |
| North Carolina                               | Raleigh |
| Ohio                                         | Akron, Cincinnati, Cleveland, Columbus, Toledo |
| Oklahoma                                     | Oklahoma City, Tulsa |
| Oregon                                       | Portland, Salem |
| Pennsylvania                                 | Allentown, Philadelphia, Pittsburgh |
| Puerto Rico                                  | Aguadilla, Arecibo, Mayagüez, Ponce, San Juan |
| Rhode Island                                 | Providence |
| South Carolina                               | Columbia |
| South Dakota                                 | Mount Rushmore, Rapid City |
| Tennessee                                    | Memphis, Nashville |
| Texas                                        | Arlington (deels), Amarillo, Austin, Dallas, Fort Worth, Houston, San Antonio |
| Utah                                         | Arches National Park, Canyonlands National Park, Lake Powell, Monument Valley, Powellmeer, Zion National Park |
| Washington                                   | Seattle, Tacoma |
| Wisconsin                                    | Green Bay, Milwaukee |
| Wyoming                                      | Cheyenne, Devils Tower |

Apple was in 2013 ook van plan om de Noorse hoofdstad Oslo een Flyover te geven, maar ontving geen vergunning om over de stad te vliegen wegens veiligheidszorgen van de Noorse veiligheidsdienst.

### Kijk rond
Sinds 2019 is de functie "Kijk rond" (Look around in het Engels) beschikbaar in Kaarten. De functie werd aangekondigd tijdens Apple's Worldwide Developers Conference in juni van dat jaar voor iOS 13. Vanaf dat moment zijn er al een aantal gebieden in kaart gebracht, maar Apple loopt op dit vlak achter op zijn tegenhanger Google Streetview.
Met Kijk rond kan de gebruiker 360 graden om zich heen kijken. Op plaatsen waar de functie beschikbaar is, verschijnt linksonder in beeld een verrekijker-knopje. Eind 2022 werd Kaarten vernieuwd, waarbij de Kijk rond-functie ook in Nederland is te gebruiken op bepaalde plekken.
Op de website van Apple is te zien dat het bedrijf inmiddels is begonnen met het verzamelen van beelden voor "kijk rond" in Bulgarije, Estland, IJsland, Letland, Litouwen, Malta, Roemenië, Brazilië, Mexico, India, Maleisië, de Verenigde Arabische Emiraten, Saudi-Arabië, Thailand en Vietnam. Deze gebieden worden verwacht ook binnenkort uit te komen. Vanwege het conflict rondom Gaza is het niet zeker of de reeds gemaakte beelden in sommige delen (o.a. Ramallah in de Westelijke Jordaanoever) van de Palestijnse gebieden gepubliceerd worden.
Daarnaast is Apple bezig met het in kaart brengen van autovrije gebieden op voetgangerspaden d.m.v. een camera gemonteerd op een rugzak, dit gebeurt momenteel in stedelijke gebieden en enkele nationale parken. In Nederland is het bedrijf hiermee begonnen in de parken van Amsterdam tussen 31 mei en 11 juli 2024.
Vanaf juli 2024 zijn de volgende gebieden te bezoeken in de functie "Kijk rond":
| Land                | Regio | Opmerkingen |
| Azië                | Azië | Azië |
| ------------------- | --- | --- |
| Hongkong SAR        | compleet | |
| Israël              | compleet | inclusief Jeruzalem en de volledige Golanhoogvlakte |
| Japan               | Fukuoka, Hiroshima, Kanazawa, Kobe, Kyoto, Nagoya, Osaka, Sendai, Takamatsu, Tokio, Yokohama | |
| Singapore           | compleet | |
| Taiwan              | compleet | inclusief Penghu eilanden |
| Europa              | | |
| Andorra             | compleet | |
| België              | compleet | |
| Denemarken          | compleet | m.u.v. Byrum |
| Duitsland           | compleet | m.u.v. de Oost-Friese Waddeneilanden, de Noord-Friese Waddeneilanden en Helgoland |
| Finland             | compleet | inclusief Åland |
| Frankrijk           | compleet | m.u.v. Ouessant, Île-Molène, Belle Île, Île de Groix, Île-de-Sein, Île-de-Batz, Île-de-Bréhat, Île d'Yeu, Îles d'Hyères, Guadeloupe, Martinique, La Reunion, Mayotte, Frans-Guyana en Saint-Pierre en Miquelon |
| Griekenland         | Alle auto-toegankelijke eilanden, en het vaste land. | |
| Hongarije           | compleet | |
| Ierland             | Dublin | |
| Italië              | compleet | m.u.v. Capria Isola, Isola di Pianosa, Ventotene, Isola di Filicudi, Alicudi, Isola di Stromboli en Panarea.                                                                                                   |
| Kroatië             | compleet | m.u.v. Dugi Otok, Otok Ugljan, Otok Pašman, Otok Žirje, Otok Prvić, Otok Vis, D-weg 8 (Pelješacbrug) |
| Liechtenstein       | compleet | |
| Luxemburg           | compleet | |
| Monaco              | compleet | |
| Nederland           | compleet | |
| Noorwegen           | compleet | |
| Oostenrijk          | compleet | |
| Polen               | compleet | |
| Portugal            | compleet | m.u.v. de Azoren en Funchal. |
| San Marino          | compleet | |
| Slovenië            | compleet | |
| Spanje              | compleet | m.u.v. de exclaves Llívia, Ceuta en Mellila. |
| Verenigd Koninkrijk | Edinburgh, Falkirk, en Londen | Zuidoost Schotland is volledig in kaart gebracht. |
| Zweden              | compleet | |
| Zwitserland         | compleet | |
| Noord-Amerika       | | |
| Canada              | Alberta, Brits Columbia, Manitoba, New Brunswick, Newfoundland en Labrador, Nova Scotia, Ontario, Prins Edwardeilanden, Québec, Saskatchewan | |
| Verenigde Staten    | Atlanta, Austin, Bakersfield, Boston, Charlotte, Chicago, Dallas-Fort Worth Denver, Detroit, Honolulu, Houston, Jacksonville, Las Vegas, Los Angeles, Miami-Fort Lauderdale, Minneapolis, New York, Orlando, Philadelphia, Phoenix, Portland, Raleigh, Sacramento, San Antonio, San Diego, San Francisco-San Jose-Oakland, San Joaquin Valley, San Luis Obispo County, Santa Barbara County, Santa Cruz County, Seattle, Tampa, Washington D.C. | Er is begonnen aan beeldopnames in volledig continentaal Amerika, Alaska, Amerikaanse Maagdeneilanden, Hawaii en Puerto Rico. Verwacht wordt door het bedrijf daar nog tot december 2024 mee bezig te zijn.    |
| Oceanië             | | |
| Australië           | compleet | m.u.v. King Island en Furneauxgroep |
| Nieuw-Zeeland       | compleet | m.u.v. Muttonbirdeilanden en Stewart Island |

### Dichtbij
De functie "Dichtbij" ("Nearby" in de Engelse versie) is uitsluitend beschikbaar in iOS 9 en watchOS 2.2 en toont in het zoekmenu icoontjes van verschillende categorieën zoals eten en transport. Als op een icoontje wordt gedrukt, worden dichtbijgelegen points of interest binnen die categorie getoond met hun naam, afstand en recensies op Yelp. Ook verschijnen spelden op de locaties van die plaatsen. Met "Dichtbij" kan daarnaast de navigatiemodus worden ingeschakeld. De functie is vanaf de lancering van iOS 9 op 16 september 2015 alleen beschikbaar in de Verenigde Staten en in China, maar eind oktober 2015 werd de functie ook beschikbaar voor Australië, Canada, Duitsland en Frankrijk. In 2016 werd ook in Denemarken, Finland, Japan, Nederland, Oostenrijk, het Verenigd Koninkrijk en Zwitserland "Dichtbij" toegevoegd.
- Argentinië
- Australië
- België
- Brazilië
- Canada
- Chili
- China
- Denemarken
- Duitsland
- El Salvador
- Filipijnen
- Finland
- Frankrijk
- Griekenland
- Hongarije
- Hong Kong
- Ierland
- India
- Indonesië
- Italië
- Japan
- Kroatië
- Macau
- Mexico
- Montserrat
- Nederland
- Nieuw-Zeeland
- Noorwegen
- Oostenrijk
- Polen
- Portugal
- Rusland
- Saoedi-Arabië
- Singapore
- Spanje
- Taiwan
- Thailand
- Tsjechië
- Turkije
- Verenigd Koninkrijk
- Verenigde Staten
- Vietnam
- Zuid-Afrika
- Zuid-Korea
- Zwitserland

### Openbaar vervoer
De functie "Ov" ("Transit" in de Engelse versie) toont de openbaar-vervoersnetwerken op de kaart van een aantal steden en hun omgevingen. De functionaliteit werd toegevoegd aan iOS 9 (uitgebracht op 16 september 2015), OS X El Capitan (uitgebracht op 30 september) en watchOS 2 (uitgebracht op 21 september). Apple Maps toont in de beschikbare steden netwerken van bussen, metro's, treinen en veerboten. Daarnaast beschikt de online kaartendienst over de dienstregelingen en de locaties van de in- en uitgangen van trein- en metrostations.
- Adelaide
- Alabama
- Arizona
- Arkansas
- Atlanta
- Austin
- België
- Berlijn
- Boedapest
- Boston
- Brisbane
- Buffalo
- Californië
- Canada
- Canberra
- Chicago
- China
- Colorado
- Dallas
- Denemarken
- Denver
- Estland
- Finland
- Hawaii
- Houston
- Idaho
- Iowa
- Ierland
- Japan
- Kansas
- Kansas City
- Louisiana
- Luxemburg
- Madrid
- Maine
- Manilla
- Maryland
- Massachusetts
- Melbourne
- Mexico-Stad
- Miami
- Michigan
- Minnesota
- Montana
- Nebraska
- Nederland
- Nevada
- New Hampshire
- New Mexico
- New York
- Nieuw-Zeeland
- Noorwegen
- North Carolina
- Ohio
- Oregon
- Orlando
- Parijs
- Pennsylvania
- Perth
- Praag
- Rio de Janeiro
- Rome
- Saint-Louis
- Salt Lake City
- San Antonio
- São Paulo
- Singapore
- South Carolina
- Sydney
- Taiwan
- Tampa
- Tasmanië
- Tennessee
- Utah
- Verenigd Koninkrijk
- Vermont
- Virginia
- Washington
- Washington D.C.
- West Virginia
- Wisconsin
- Wyoming
- Zweden
- Zwitserland

Daarnaast waren de routes van Amtrak in de Verenigde Staten toegevoegd op 2 oktober 2016. De routes van NSW TrainLink in New South Wales werden in april 2016 toegevoegd. Ook werden in Australië de routes van V/Line (Regional Rail) in Victoria toegevoegd in oktober 2016.

### Verkeer
In Apple Maps wordt actuele verkeersinformatie getoond en de navigatiefunctie houdt met eventuele vertragingen rekening door de aankomsttijd te veranderen en door eventueel een omweg te kiezen. Deze functie werd geïntroduceerd in iOS 7 (uitgebracht op 18 september 2013) en is te gebruiken in 46 landen. Begin 2015 deed de Consumentenbond onderzoek naar de verkeersinformatie van verschillende navigatieapplicaties en concludeerde dat Apple Maps van de zeven geteste applicaties de meeste onjuiste meldingen gaf.
Verkeer is in de volgende landen beschikbaar:
| Landen met live verkeersinformatie | Landen met live verkeersinformatie | Landen met live verkeersinformatie | Landen met live verkeersinformatie | Landen met live verkeersinformatie |
| ---------------------------------- | ---------------------------------- | ---------------------------------- | ---------------------------------- | ---------------------------------- |
| Andorra                            | Gibraltar                          | Nederland                          | Taiwan                             |                                    |
| Australië                          | Griekenland                        | Nieuw-Zeeland                      | Thailand                           |                                    |
| België                             | Hongarije                          | Noorwegen                          | Tsjechië                           |                                    |
| Brazilië                           | Hongkong                           | Oostenrijk                         | Turkije                            |                                    |
| Bulgarije                          | Ierland                            | Polen                              | Vaticaanstad                       |                                    |
| Canada                             | Italië                             | Portugal                           | Verenigd Koninkrijk                |                                    |
| Chili                              | Liechtenstein                      | Rusland                            | Verenigde Staten                   |                                    |
| China                              | Luxemburg                          | San Marino                         | Zuid-Afrika                        |                                    |
| Denemarken                         | Maleisië                           | Singapore                          | Zweden                             |                                    |
| Duitsland                          | Malta                              | Slovenië                           | Zwitserland                        |                                    |
| Finland                            | Mexico                             | Slowakije                          |                                    |                                    |
| Frankrijk                          | Monaco                             | Spanje                             |                                    |                                    |

## Marktaandeel

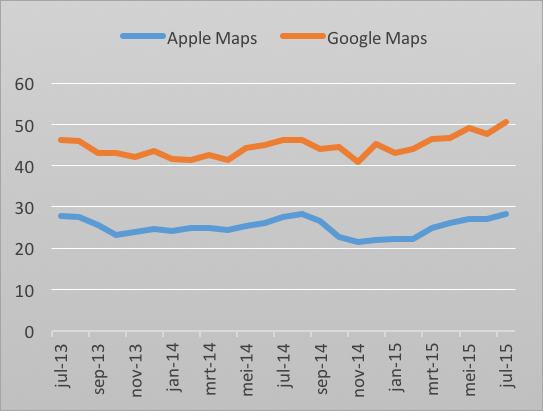
Percentage van alle Amerikaanse smartphonegebruikers die Apple Maps (blauw) en Google Maps (oranje) gebruikten tussen juli 2013 en juli 2015 (Bron: comScore)

comScore deed met behulp van peilingen onderzoek naar de marktaandelen van verschillende onlinekaartendiensten in de Verenigde Staten. Voorafgaand aan de introductie van Apple Maps waren er in september 2012 103,6 miljoen Amerikanen met iOS of Android, waarvan er 81 miljoen gebruikmaakten van Google Maps. Volgens comScore was dat laatste aantal in september 2013 gedaald tot 58,7 miljoen. Er waren op datzelfde moment 35 miljoen gebruikers van Apple Maps. Er waren toen 136,7 miljoen Amerikaanse gebruikers van Android of iOS en 60,1 miljoen Amerikaanse iPhone-eigenaren, waarvan 8,3 miljoen gebruikmaakten van Google Maps. Een deel van die mensen konden Apple Maps niet gebruiken, omdat ze een iPhone met een oudere versie dan iOS 6 hadden. Ook bleek uit onderzoek van comScore dat Apple Maps tussen juli 2013 en juli 2015 in de Verenigde Staten gebruikt werd door tussen de 20% en 30% van alle smartphonegebruikers — dus inclusief gebruikers van besturingssystemen waarvoor Apple Maps niet beschikbaar is. De app van Google Maps werd in dezelfde periode gebruikt door tussen de 40% en 51% van de Amerikaanse smartphonegebruikers.
In het Verenigd Koninkrijk deed comScore ook onderzoek naar het marktaandeel van Apple Maps op iPhones. Daar bleken in september 2013, een jaar na het uitkomen van Apple Maps, ruim 6,2 miljoen iPhone-eigenaren van de in totaal 10,35 miljoen Britse iPhone-eigenaren gebruik te maken van Apple Maps. De kaartendienst met het op een na grootste marktaandeel op iPhones, Google Maps, had ruim 1,8 miljoen gebruikers met een iPhone.
Uit een onderzoek van de Britse internetprovider EE Limited uit eveneens de tweede helft van 2013 bleek dat het marktaandeel van Apple Maps 64% bedroeg onder gebruikers van het 4G-netwerk van het Britse bedrijf. Bij gebruikers met een 3G-netwerk van EE Limited was dit 57%. Bij het onderzoek was gekeken naar de gegevens van de internetprovider zelf en naar de resultaten van een onderzoek door Taylor Nelson Sofres onder 1.000 gebruikers van het 4G-netwerk. EE Limited gaf echter niet aan hoeveel van zijn gebruikers een iPhone hadden. Sinds 2013 is volgens het onderzoek van EE Limited het marktaandeel van Apple Maps in het Verenigd Koninkrijk gestegen: in 2014 concludeerde het bedrijf dat het marktaandeel van Apple Maps in de eerste helft van 2014 70% bedroeg onder gebruikers van het 4G-netwerk van EE Limited en 76% onder gebruikers van het 3G-netwerk. Rond de jaarwisseling van 2014 en 2015 bedroegen dezelfde percentages respectievelijk 73% en 82%.

## Kritiek bij de lancering
Apple Maps kreeg veel kritiek te verduren na de lancering op 19 september 2012. Er werd onder andere geklaagd over onjuiste en inaccurate informatie over plaatsen en points of interest. Ook ontstond er kritiek over de kwaliteit van de Flyovers en over het ontbreken van een aantal functies waarover Google Maps wel beschikte, namelijk routebeschrijvingen met het openbaar vervoer en Street View.
Plaatsen werden onder andere niet, op een andere plaats of met een verkeerde naam op de kaart weergegeven. Voorbeelden daarvan waren de Engelse stad Stratford-upon-Avon, die geheel ontbrak, de Welshe plaats Pontypridd, die ongeveer tien kilometer ten noordwesten van zijn werkelijke locatie werd getoond, en de Oekraïense hoofdstad Kiev, waarvan de naam in Apple Maps werd gespeld als "Kylv". Ook kwamen gebruikers die "London" opzochten terecht in de Canadese plaats London in plaats van in de gelijknamige hoofdstad van het Verenigd Koninkrijk. Er was met name ook kritiek op de bedrijven en interessante plaatsen in Apple Maps. Deze waren soms verouderd en niet nauwkeurig. In het Verenigd Koninkrijk werden bijvoorbeeld winkels getoond van niet meer bestaande ketens en grote winkels werden in achtertuinen geplaatst. In de Verenigde Staten werd de Willis Tower op de verkeerde plek weergegeven. Ook kon Apple Maps bestaande bedrijven en locaties soms helemaal niet vinden. Zo ontbraken het Londense trein- en metrostation Paddington en Station Tokio in Apple Maps en werd het station van Helsinki weergegeven als een park. Ook werden parken soms als vliegvelden weergegeven.
Een aantal keren waarschuwden overheden en politici voor de inaccurate informatie van Apple Maps. Begin december 2012 waarschuwde bijvoorbeeld de politie van de Australische stad Mildura mensen die van plan waren de stad met behulp van Apple Maps te bereiken. Mildura werd namelijk zeventig kilometer van zijn eigenlijke locatie weergegeven midden in Murray-Sunset National Park. De politie noemde de fout potentieel levensbedreigend, aangezien het nationaal park niet beschikt over watervoorzieningen en de temperatuur er op kan lopen tot 46 °C. De politie redde minstens vier mensen, waarvan één 24 uur lang gestrand was. De politie-eenheid had daarom contact opgezocht met Apple om het probleem te verhelpen. In december 2012 werd het probleem door Apple opgelost. Ook Alan Shatter, destijds minister van Justitie en Gelijkheid en van Defensie van Ierland, bracht als gevolg van een fout in Apple Maps een waarschuwing naar buiten. Bij Dublin werd namelijk een extra vliegveld getoond. Deze plaats was in werkelijkheid een publieke boerderij met de naam "Airfield". In Shatters verklaring schreef hij dat deze fout gevaarlijk was. Shatter beweerde namelijk dat een piloot in een noodsituatie zou kunnen proberen er een noodlanding te maken.

### Reactie van Apple
Naar aanleiding van de kritiek, plaatste Tim Cook, bestuursvoorzitter van Apple, op 30 september 2012 een brief op de website van Apple, waarin hij zijn excuses aanbood voor de "frustraties" van gebruikers. Hij beweerde dat Apple Maps tekortschoot en dat Apple er alles aan deed om de kaartendienst te verbeteren. Tevens zei Cook dat ontevreden gebruikers concurrerende kaartendiensten konden gebruiken, zoals Bing Kaarten, MapQuest, Waze, Google Maps en Nokia Maps. Steve Jobs, de voormalige bestuursvoorzitter van Apple, had deze manier van excuses aanbieden al een aantal keer eerder toegepast. Een week voor de brief met excuses, net na de lancering van Apple Maps, had woordvoerder Trudy Miller aan nieuwswebsite All Things Digital verteld dat Apple Maps een groot initiatief was en dat dat slechts het begin was. Ook zei Miller dat de applicatie zou verbeteren, naarmate meer mensen haar zouden gebruiken.
In de nasleep van de kritiek verlieten bovendien twee hoge medewerkers Apple vanwege de problemen met Apple Maps. Het vertrek van Scott Forstall, senior vicedirecteur van iOS, werd aangekondigd in oktober 2012. Bronnen hadden tegenover nieuwswebsite The Verge verklaard dat hij was ontslagen, omdat hij geweigerd zou hebben de excusesbrief van Tim Cook te ondertekenen. Richard Williamson, de verantwoordelijke van het kaartenteam van Apple, vertrok volgens zakenweekblad Bloomberg Businessweek in de daaropvolgende maand. Eddy Cue nam zijn rol over.

### Reactie van TomTom
Ook TomTom had kritiek gekregen, omdat het grootste deel van de kaartinformatie van dat bedrijf afkomstig was. Cees van Dok, hoofd "user experience design" van TomTom, zei tegenover nieuwswebsite TechRadar dat het probleem bij Apple lag. Volgens hem probeerde Apple namelijk te veel verschillende bronnen samen te voegen om Apple Maps te creëren.